# Fogo de preparação

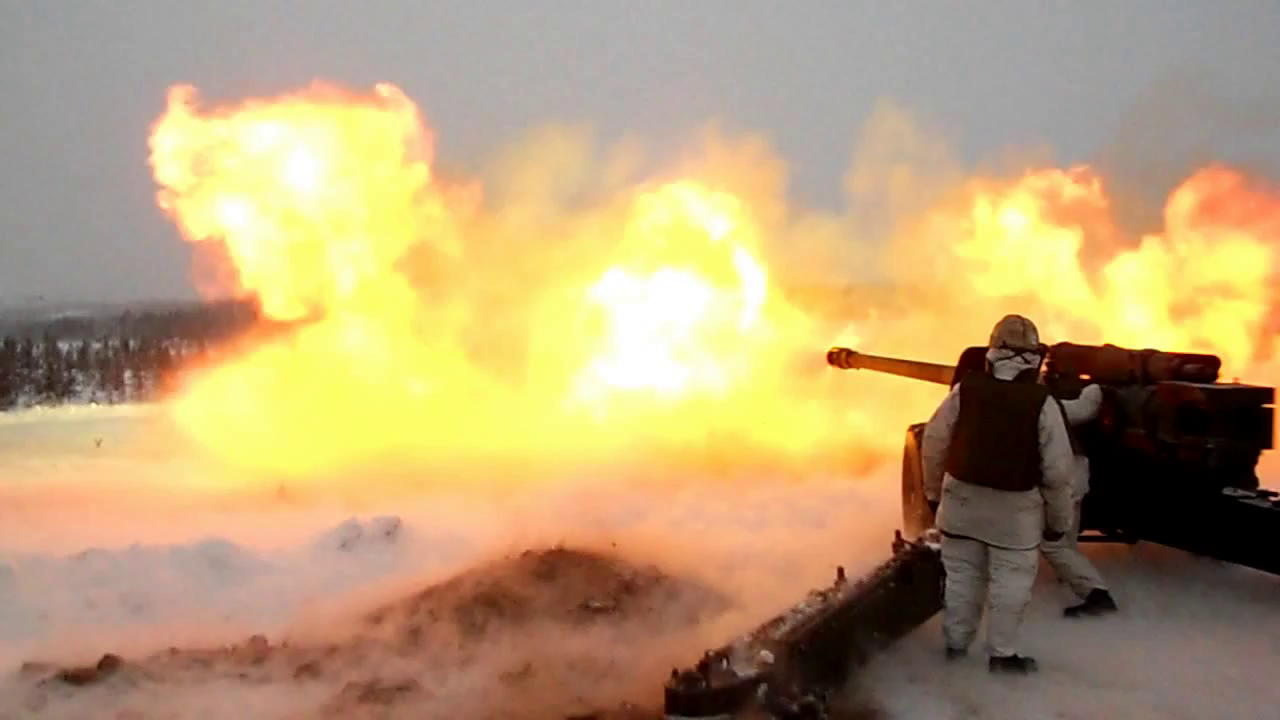
Disparo de uma artilharia de 130 mm.

Na terminologia militar,  Fogo de Preparação designa o fogo de artilharia contra posições defensivas inimigas empreendido antes de executar um assalto sobre essas posições. Seus principais objetivos são:
- Destruir fortificações defensivas e as armas pesadas inimigas
- Forçar inimigo a tomar posições abrigadas, de onde terão menos condições de se opor ao assalto.
- Abalar o moral combativo dos defensores.
- Causar baixas diretas.

A desvantagem de fogo de preparação executado com grande antecedência é alertar o inimigo para o provável assalto, eliminando a vantagem do ataque surpresa.